# روآرک کریچلوو
روآرک کریچلوو (انگلیسی: Roark Critchlow؛ زادهٔ ۱۱ مهٔ ۱۹۶۳) بازیگر اهل کانادا است. وی از سال ۱۹۹۰ میلادی تاکنون مشغول فعالیت بوده‌است.
از فیلم‌ها یا سریال‌های تلویزیونی که وی در آن نقش داشته‌است، می‌توان به هجوم کوسه‌ها و بازآیند اشاره کرد.